# Mariano Cascallares
Mariano Cascallares (Adrogué, 29 de agosto de 1969) es un político y abogado argentino. Desde 2015 hasta 2021 fue intendente del partido de Almirante Brown, cargo que volvió a desempeñar en 2023. Anteriormente se desempeñó como Diputado Provincial por la Tercera Sección Electoral.
Previamente, se desempeñó como presidente del Instituto de Previsión Social de la provincia de Buenos Aires (IPS) desde 2011 hasta 2015. Además, fue titular del bloque del Frente para la Victoria del Concejo Deliberante del partido de Almirante Brown, cargo para el que fue elegido en las elecciones legislativas de 2013, para luego ser candidato a intendente del distrito y ser electo en las elecciones municipales de 2015. Fue reelecto en 2019 y 2023. En las elecciones legislativas de 2021, fue electo como diputado provincial por la tercera sección electoral en la lista del Frente de Todos.

## Actividad pública
Su trayectoria como funcionario público empezó en 1996. Durante tres años, se desempeñó en el área de Juventud en la Dirección de Ceremonial, Protocolo y Relaciones Públicas y en la Dirección de Apremios en la Municipalidad de Almirante Brown. Luego, asumió como director en la Subsecretaría de Juventud del Ministerio de Gobierno de la Provincia de Buenos Aires y en 2002 fue designado director Nacional de Juventud en el Ministerio de Desarrollo Social de la Nación.
En 2006 fue director Nacional de Promoción de la Comercialización del Ministerio de Desarrollo Social de la Nación. Y en 2007 asumió como subsecretario de Coordinación Operativa en el Ministerio de Desarrollo Social de la Provincia de Buenos Aires, cargo que desempeñó hasta 2009, cuando comenzó su labor como subdirector en la Administración Nacional de la Seguridad Social (ANSES) junto a Diego Bossio. 
Como funcionario de la ANSES, participó de la gestión de varias políticas tendientes a la ampliación del alcance de la Seguridad Social, el acceso a derechos y la inclusión social, como la Ley de Movilidad Jubilatoria, Nueva Moratoria Previsional, Conectar Igualdad y la Asignación Universal por Hijo.

## Concejal (2013 - 2015)
Como concejal del Partido de Almirante Brown, impulsó la creación de una oficina de ANSES en la localidad de Burzaco . en 2015 ganó las elecciones primarias derrotando al ex intendente Darío Giustozzi.  

## Intendente de Almirante Brown (2015- 2021)
Durante su gestión como intendente se renovaron 70 espacios públicos entre plazas y parques, y se construyó la sede del nuevo Centro de Jubilados Celebrar la Vida junto con la inauguración del Instituto Superior Docente N.º 41, la construcción de nueve CAPS en diferentes barrios y la pavimentación y lograr el asfaltado del 10 por ciento del distrito, se llevaron a cabo obras en 50 escuelas y la apertura de siete nuevas carreras universitarias especializadas en arte, en cuanto a la seguridad se instalaron 419 cámaras de monitoreo en todas las localidades y se invirtieron 143 millones de pesos en equipos para seguridad Para su segundo mandato se  sumaban  obras en los 190 edificios escolares del distrito, la inauguración de 24 instituciones educativas nuevas, entre ellas la Escuela Técnica de Educación Agraria, el Centro de Formación Profesional 403 y la Universidad Nacional Guillermo Brown. La intervención en 3100 cuadras, de las cuales 700 fueron asfaltadas; la consolidación del asfalto en 2400 cuadras y la reparación de más de 140 mil metros; la ampliación de las conexiones de agua potable, que beneficiaría a más de 22 mil vecinos; el avance de la obra de cloacas para más de 130 mil familias;  y la pavimentación desde el cruce con la Avenida Berlín en Longchamps, en dirección a  Glew , hasta el límite con Presidente Perón de la Avenida Espora.

## Biografía personal
Nació en Lomas de Zamora pero reside en Adrogué junto a su familia. Allí cursó sus estudios primarios y secundarios en el Colegio Nacional de Adrogué para recibirse más tarde en la Universidad Nacional de Lomas de Zamora (UNLZ) como abogado. Está casado y tiene dos hijos.